# Lindbergia longinervis
Lindbergia longinervis là một loài Rêu trong họ Leskeaceae. Loài này được Cardot & Dixon mô tả khoa học đầu tiên năm 1912.